# 5809 Kulibin
5809 Kulibin este un asteroid din centura principală de asteroizi.

## Descriere
5809 Kulibin este un asteroid din centura principală de asteroizi. A fost descoperit pe 4 septembrie 1987 la Observatorul de Astrofizică din Crimeea de Liudmila Juravliova. El prezintă o orbită caracterizată de o semiaxă mare de 2,87 ua, o excentricitate de 0,04 și o înclinație de 3,5° în raport cu ecliptica.